# キューピットバレイ
キューピットバレイは、新潟県上越市安塚区に位置するスキー場。

## 概要
関田山脈の一峰である菱ヶ岳（1129m）の北側斜面にある。湯沢・魚沼エリアと信州・妙高エリアのほぼ中間に位置し、都心からのアクセスに難があるが、豪雪地帯ならではの豊富な積雪に恵まれ、近隣にスキー場が少ないため落ち着いた環境である。また、ゲレンデトップより日本海を望めるのも特徴である。
スノーボードは全面滑走可。
過去にはナイター営業も実施していた。
大量の雪を貯蔵する雪室が設けられており、夏季には「雪室コンビニ」として週末を中心に雪の中でコンビニの営業が行われるほか、区内の他の雪室と同様に冷房や食材の貯蔵に利用されている。

## コース
- ラメールコース
- マリオネットコース
- エトルコース
- ソレイユ上級コース
- ソレイユコース
- エトワールコース
- プロムナードコース
- メモワールコース
- センターゲレンデ

## 施設
- リフト
  - ゴンドラネージュ1基(運休中)[2]

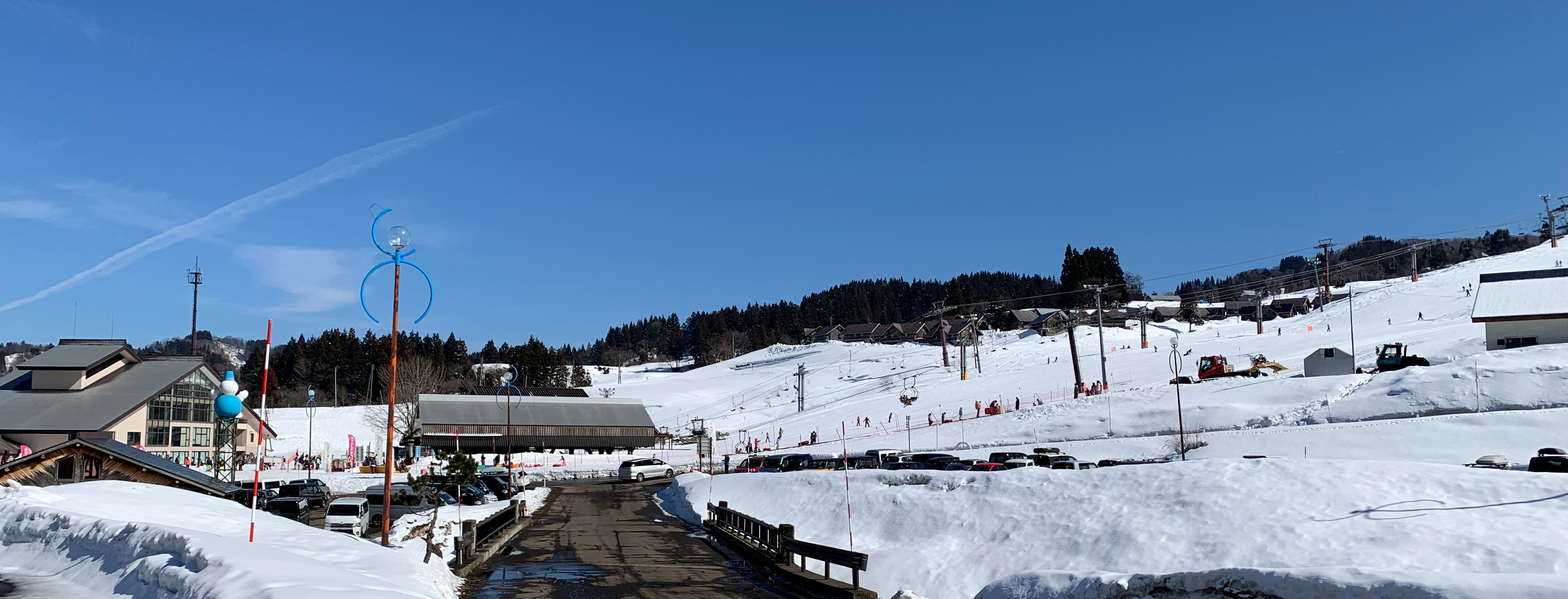
第4駐車場からの遠景

    - 6人乗り。センターハウスから山頂まで一気に登ることができた。

  - クワッド2基
    - 第1クワッド - センターハウスからゲレンデ中腹にかけて設置されている。
    - 第2クワッド - ゲレンデ中腹から菱ヶ岳方面に向かって設置されている。

  - ペア2基(うち1基は運休)
    - 第3ペア - センターゲレンデに沿って設置されている。ナイター営業されていた時期は、本リフトがナイター対応だった。
    - 第4ペア - (運休中)[3]。ゲレンデ中腹からソレイユコース付近にかけて設置されていた。
- センターハウス
- ふれあい昆虫館 - 雪冷房を併設した施設で、2008年（平成20年）に設けられた[4]。(現在休館)
- 雪室
- 久比岐野(温泉施設)
- ゆきだるま温泉雪の湯（2019年より休館[5]）
- サマーボブスレー(現在休止中)
- DJ Studio(センターハウス脇にみられる。現在休止中。)
- パークゴルフ(現在休止中)
- テニスコート(現在休止中)
- キャンプ場(元棚田動植物公園)

## アクセス
公共交通
- 北越急行ほくほく線 虫川大杉駅から南へ約14 km。
  - 冬季は同駅からシャトルバスが運行される[6]。
- 市営バス「須川」バス停から徒歩10分。
  - 平日を中心に安塚区中心部からの路線が運行されている。一部時間帯はデマンドバスとなる[7]。

自動車
- 北陸自動車道 上越ICより約33 km[6]
- 関越自動車道 六日町ICより約60 km[6]
- 上沼道 安塚ICより約13 km

## 周辺
- 雪だるま物産館（道の駅雪のふるさとやすづか）

## 沿革
- 1989年（平成元年） - 12月22日、スキー場開発の事業主体となる第三セクター「安塚総合開発」が発足[8]。川崎製鉄グループ（現・JFEホールディングス）が39%、町と熊谷組が10%、残りはJR西日本などが出資し、民間企業は17社にのぼる[8]。
- 1990年(平成2年) - 12月23日、キューピットバレースキー場、開業[9][10]。コース7本、ゴンドラ・リフト3基、宿泊施設、レストラン、1500台の駐車場などを備えた[9]。
- 1991年（平成3年） - 7月、夏季営業開始[11]。ゴンドラ運転のほか、パラグライダー場、マウンテンバイク、パターゴルフなどの施設が整備された[11]。
- 1999年(平成11年) - 収益悪化のため川崎製鉄は当スキー場を安塚町（現上越市）に寄付し撤退[12][13]。町が98%出資する第三セクター「キューピットバレイ」が新たに設立され、安塚総合開発から運営が引き継がれた[14]。
- 2013年（平成25年） - 持株会社「Ｊ-ホールディングス」が設立される[15]。
- 2016年(平成28年) - 2016-2017シーズンから、スマイルリゾートグループ提携スキー場となった。
- 2020年(令和2年)
  - 3月、指定管理者の株式会社キューピットバレイ(上越市の第3セクター、Jホールディングスグループのグループ企業)が、2019-2020シーズンの記録的な暖冬少雪[16]および新型コロナウイルスによる影響を理由に解散することが報じられた[17][18]。
  - 5月、スマイルリゾート(新潟県湯沢町)が新しい運営会社となることが内定したと報じられた[19]。